# Corcovado (sopka)
Corcovado je činný vulkán v Patagonských Andách, na jihu Chile. Nachází se ve stejnojmenném národní parku Corcovado při pobřeží zálivu Golfo Corcovado, naproti ostrovu Chiloé. Corcovado má nadmořskou výšku 2 300 metrů.